# Дорожная (приток Оскола)
Дорожная — река в России, протекает по Курской области. Левый приток Оскола.

## География
Река Дорожная берёт начало в районе села Головище. Течёт на юг. На реке расположены населённые пункты Головище, Среднедорожное, Нижнедорожное и Акуловка. Устье реки находится в 424 км по левому берегу реки Оскол. Длина реки составляет 10 км, площадь водосборного бассейна 65,4 км².

## Данные водного реестра
По данным государственного водного реестра России относится к Донскому бассейновому округу, водохозяйственный участок реки — Оскол до Старооскольского гидроузла, речной подбассейн реки — Северский Донец (российская часть бассейна). Речной бассейн реки — Дон (российская часть бассейна).
Код объекта в государственном водном реестре — 05010400212107000011739.